# Sangju-myeon
Sangju-myeon (koreanska: 상주면) är en socken i kommunen Namhae-gun i provinsen Södra Gyeongsang i den södra delen av Sydkorea, 330 km söder om huvudstaden Seoul. Den ligger på södra delen av ön Namhaedo och omfattar även några mindre närliggande öar.